# الاتحاد الملكي البلجيكي لكرة القدم

الشعار السابق للاتحاد

تأسس الاتحاد الملكي البلجيكي لكرة القدم في عام 1895م وانضم إلى الإتحاد الدولي لكرة القدم في 1904م وإنضم إلى الاتحاد الأوروبي لكرة القدم في 1954م.